# یایلاپینار (بایبورد)
یایلاپینار {{ترکی|Yaylapınar) (به ارمنی: Լսոնք) (به کردی: Lûsunk) یک منطقهٔ مسکونی در ترکیه است که در بایبورد واقع شده‌است. یایلاپینار ۳۶۷ نفر جمعیت دارد.